# 염주옥
염주옥(廉州鈺, 영어: Yum Ju Ok, 1947년 6월 8일 ~ 2020년 6월 13일)은 대한민국의 서양화가로, 경상남도 통영 지역을 중심으로 활동한 예술가이다. ‘여명의 화가’라는 별칭으로 불렸으며, 그의 작품 세계는 통영의 색채와 자연, 그리고 개인의 삶을 반영한 서정적인 분위기로 잘 알려져 있다.

## 생애
염주옥은 1947년에 태어나 예술적 감수성을 바탕으로 50여 년간 작품 활동을 이어왔다. 작가로서의 삶은 역경과 불운 속에서도 열정을 잃지 않고 지속되었으며, 말년에 이르기까지도 새로운 예술 세계에 대한 갈망을 간직했다. 월남전에 참전한 이후 정신적 트라우마와 건강 문제 속에서도 창작활동을 지속했으며, 그의 삶은 예술에 대한 집념과 헌신으로 점철되어 있다. 충무공 이순신 휘하 장군이자 의병장이었던 염언상 장군의 후손으로서의 자긍심 또한 그의 인생에 큰 영향을 미쳤다. 그는 생전에는 개인전을 열지 못했으나, 사후에 열린 유작전이 그의 첫 개인전이자 예술세계를 집대성한 전시로 기록되었다.
염주옥 화백의 작품은 주로 통영의 자연, 바다, 일상적 삶을 테마로 하며, 서정적이면서도 강한 감정을 담아낸다. 그의 색채는 지역성과 개성을 동시에 표현하며, 통영 미술사의 중요한 한 축으로 평가받는다. 2024년 말, 통영시민문화회관에서 열린 유작전 「방황에서 열정으로, 여명의 화가 염주옥」은 작가의 예술세계를 집약한 90여 점의 작품으로 구성되었으며, 이 중에는 미완성작도 포함되어 있었다.

## 소속
- 한국미술협회 회원
- 경남미술협회 회원
- 통영미술협회 고문
- 통영예총 회원
- 통영화우회 창립회장
- 연명예술촌 회원

## 경력
- 제12회 개천예술제 미술공모전 서양화최고상 수상(빈민굴/貧民窟)
- 제13회 개천예술제 미술공모전 특선(정지/停止)
- 이태규(李泰揆)선생 師事
- 제4회 경남미술대전 입선(볏짚 있는 풍경)
- ‘이순신장군 구국의 기도‘ 경남고성초등학교 기증(유화300호)
- 고려화랑 개관기념 향동인전
- 한국미술협회 충무지부 창립전 및 동인전 77회 출품
- 한국미술협회전(국립현대미술관)
- 한일교류전(사야마시) 3회
- 통영화우회 창립 초대회장 및 창립전
- 통영중진작가 초대전(통영시민문화회관)
- 통영미술의 어제와 오늘전
- 남망갤러리 개관기념 초대전
- 마산MBC스케치전 초대 및 동인전
- 애향전(남망갤러리 초대전)
- 거제, 통영, 사천지부 초대작가전
- 국립현대미술관 - 찾아가는 미술관 ‘통영-꿈엔들 잊으리야展’
- 통영아트페어
- 여수, 거제, 고성 미술협회 교류전
- 통영작가전(미술관 가는 길-서울종로)
- 통영문화센터 서양화 출강
- 봉래화실 운영

## 유작전과 기념사업
염주옥 화백의 유작전은 그를 기억하는 가족, 동료, 후배들이 주도해 이루어졌다. 전시는 “평생에 한 번을 하더라도 제대로 준비해야 한다”는 작가의 철학을 반영해 기획되었으며, 많은 이들에게 감동을 선사했다. 2022년에는 그의 예술혼을 기리고자 「염주옥 화백 기념사업회」가 설립되어, 통영미술협회와 함께 아카이브 제작 등의 사업을 추진하였다.

## 영향
염주옥은 스승, 동료, 선배로서 지역 예술계에 깊은 영향을 남겼으며, 그의 예술은 단순한 회화를 넘어 통영의 정서와 문화를 화폭에 담은 기록으로 평가된다. 그의 생애와 작품은 통영 지역 예술사에서 의미 있는 유산으로 기억되고 있다.

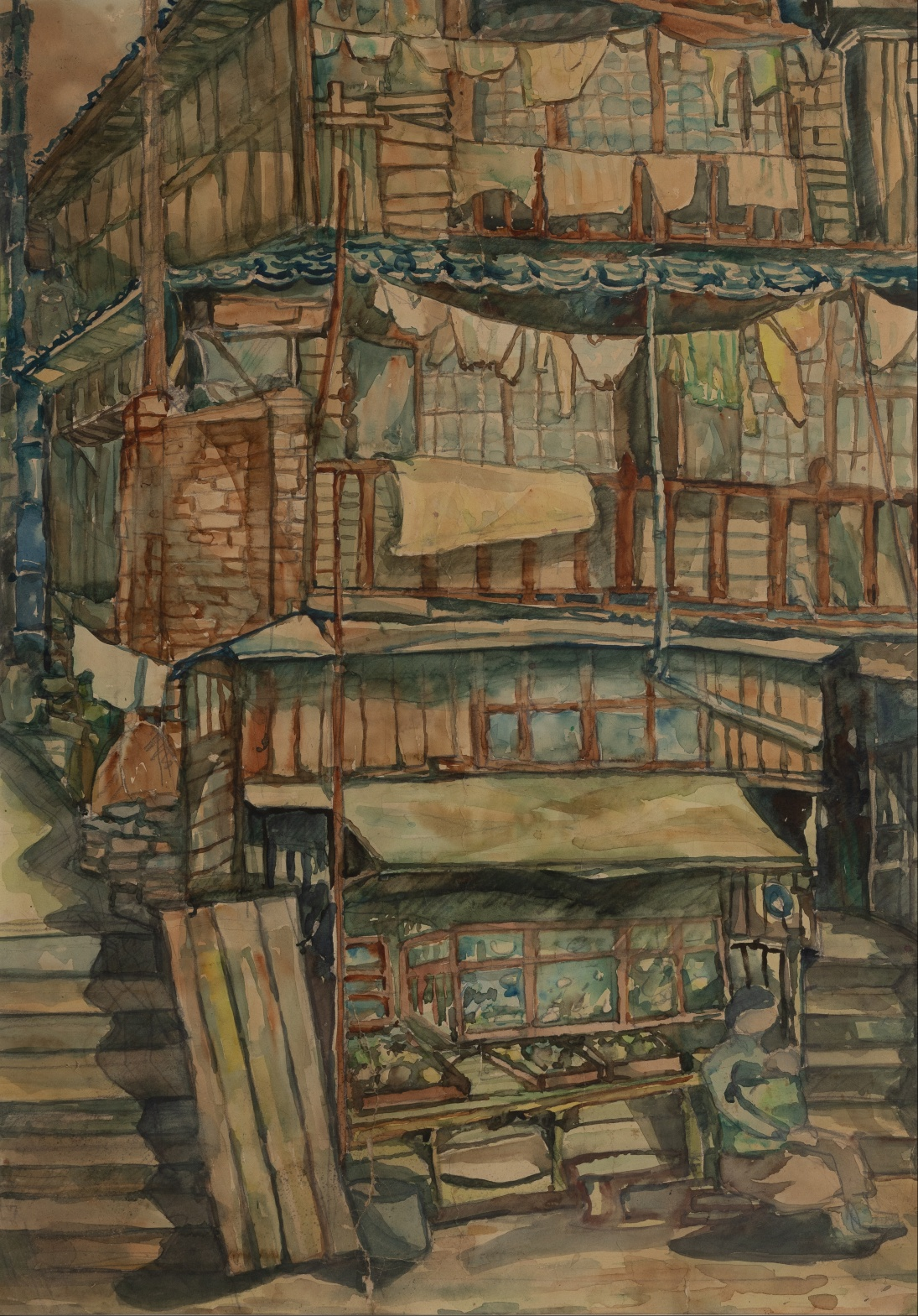
빈민굴(貧民窟) / 1961년 - 제12회 개천예술제 미술공모전서양화 최고상
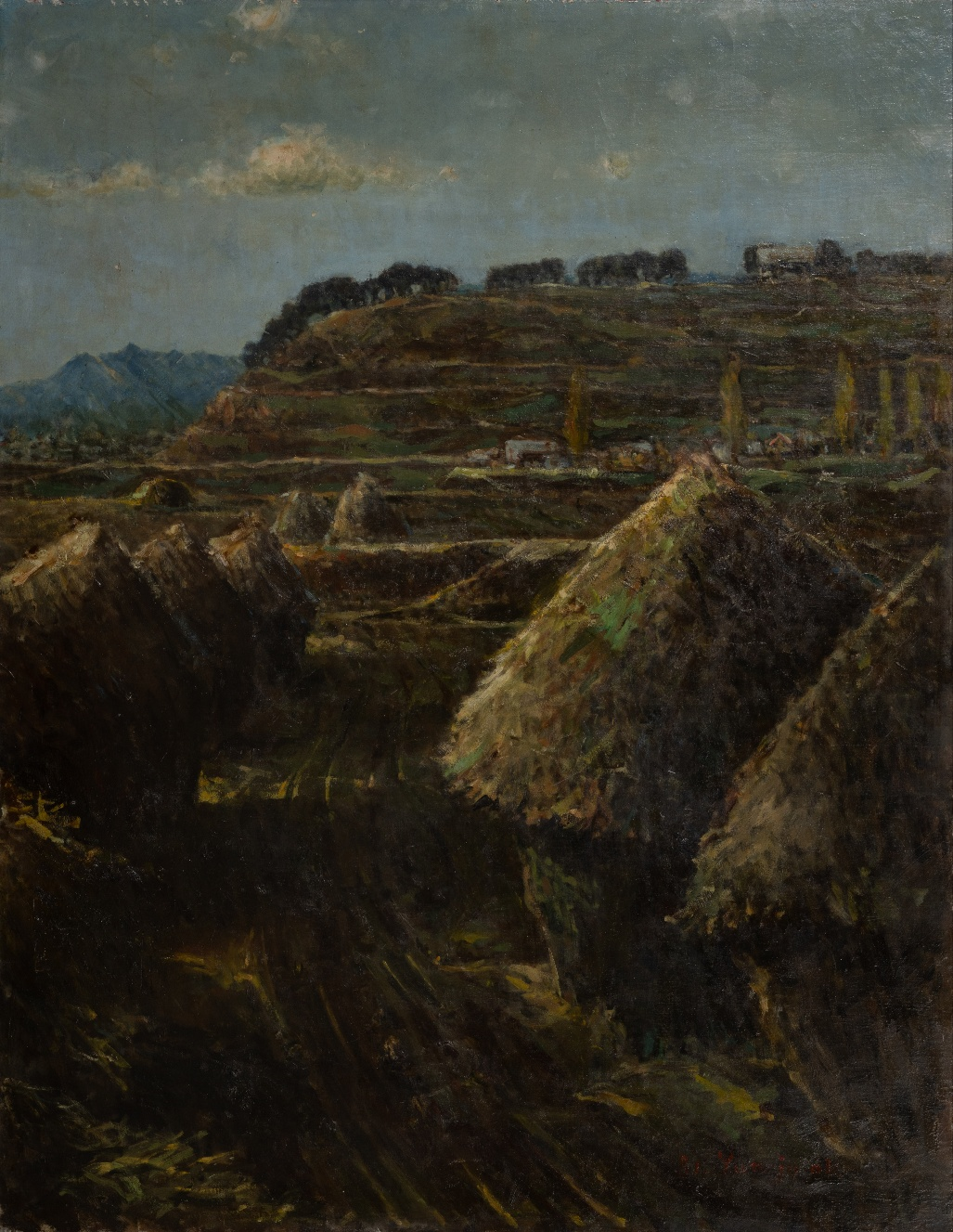
볏짚 있는 풍경 / 1981년 - 제4회 경남미술대전 (도전도록) 입선
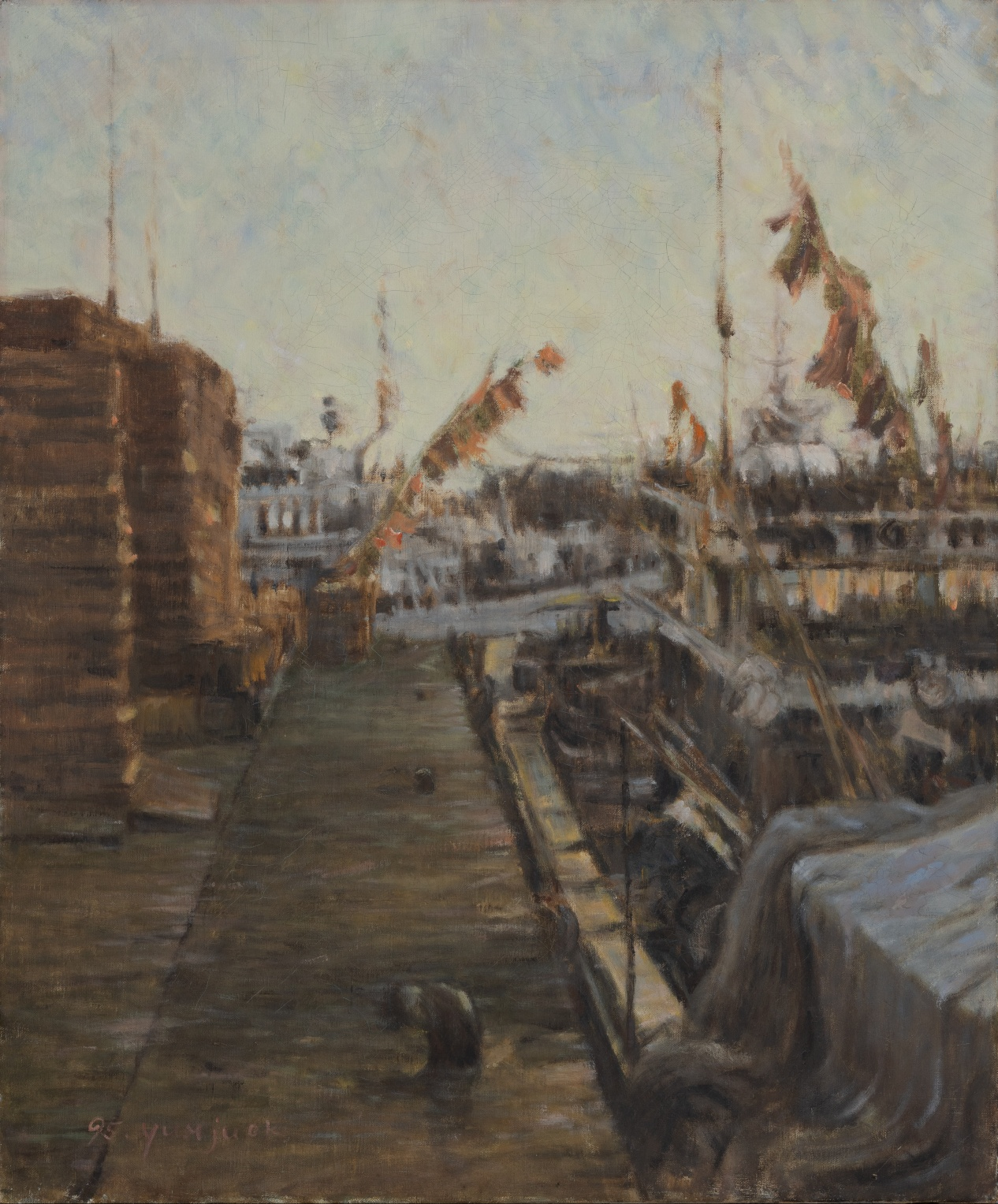
어판장의 아침 / 1995년 - 1995년 통영문학 제14집(표지화/통영문인협회)
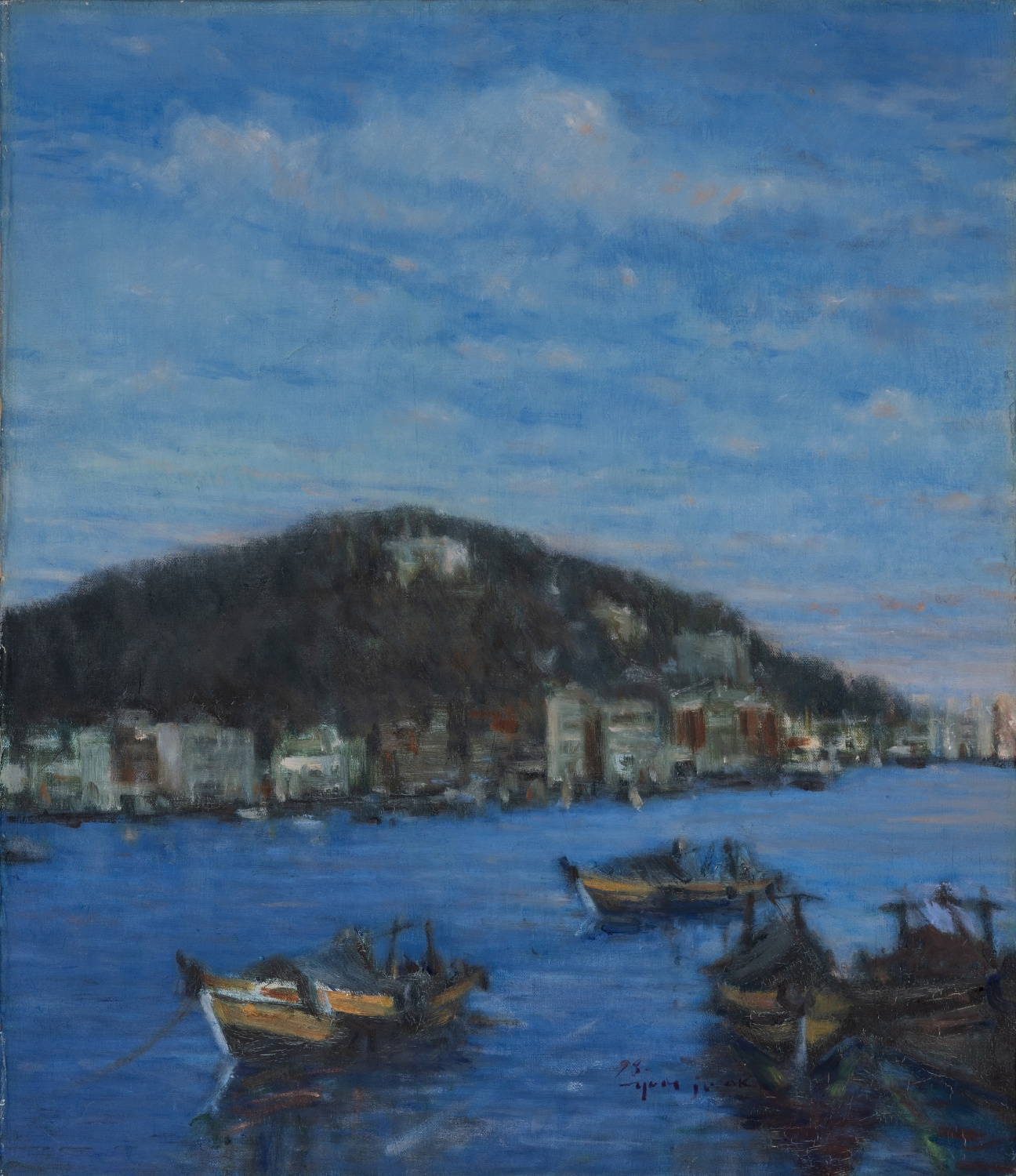
강구안의 새벽 / 1998년 - 2011 통영문화 제12호(표지화/통영문화원)
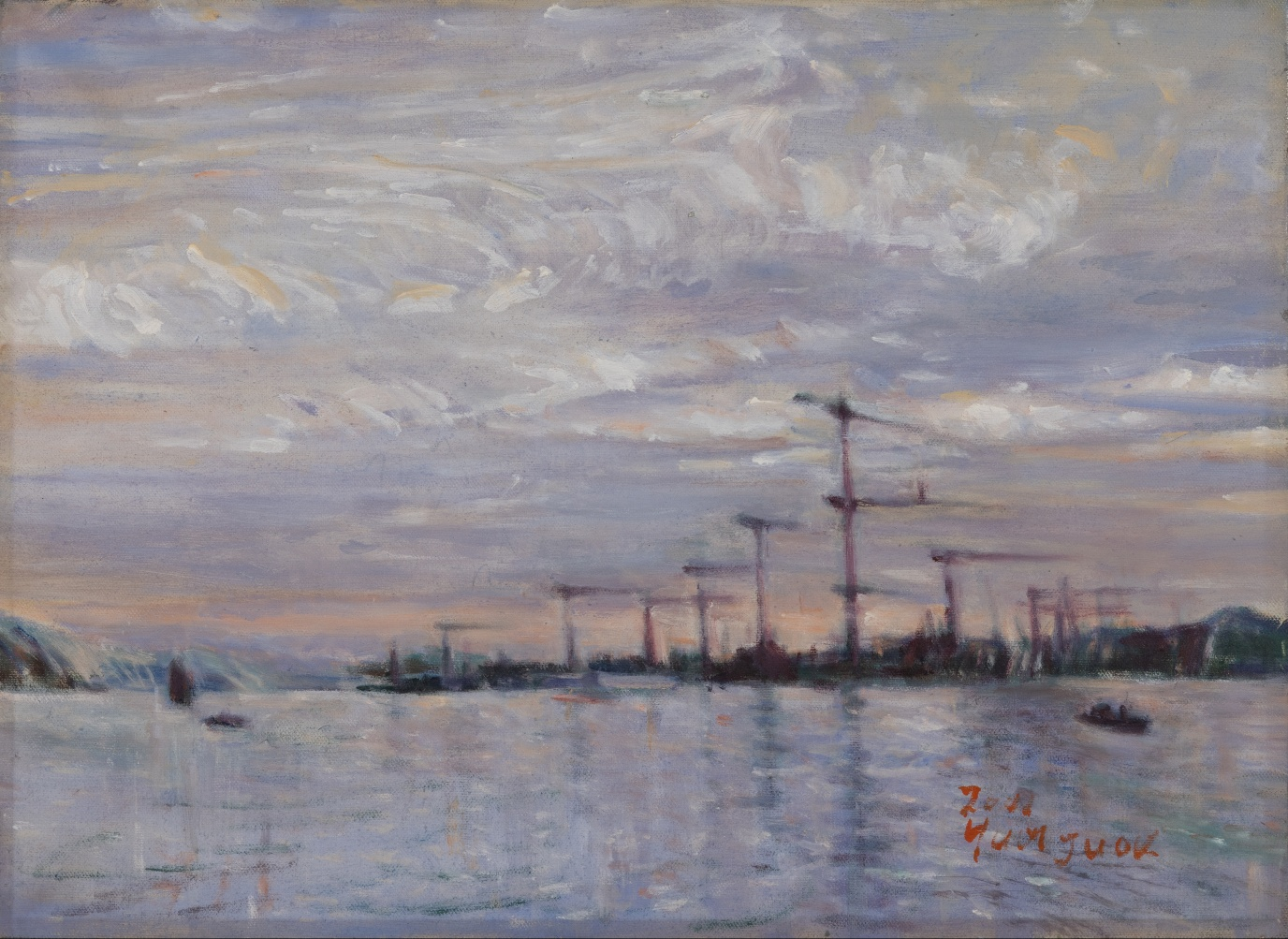
조춘(早春) / 2011년 -2014 통영예술 제14호(표지화/한국예총통영지회)
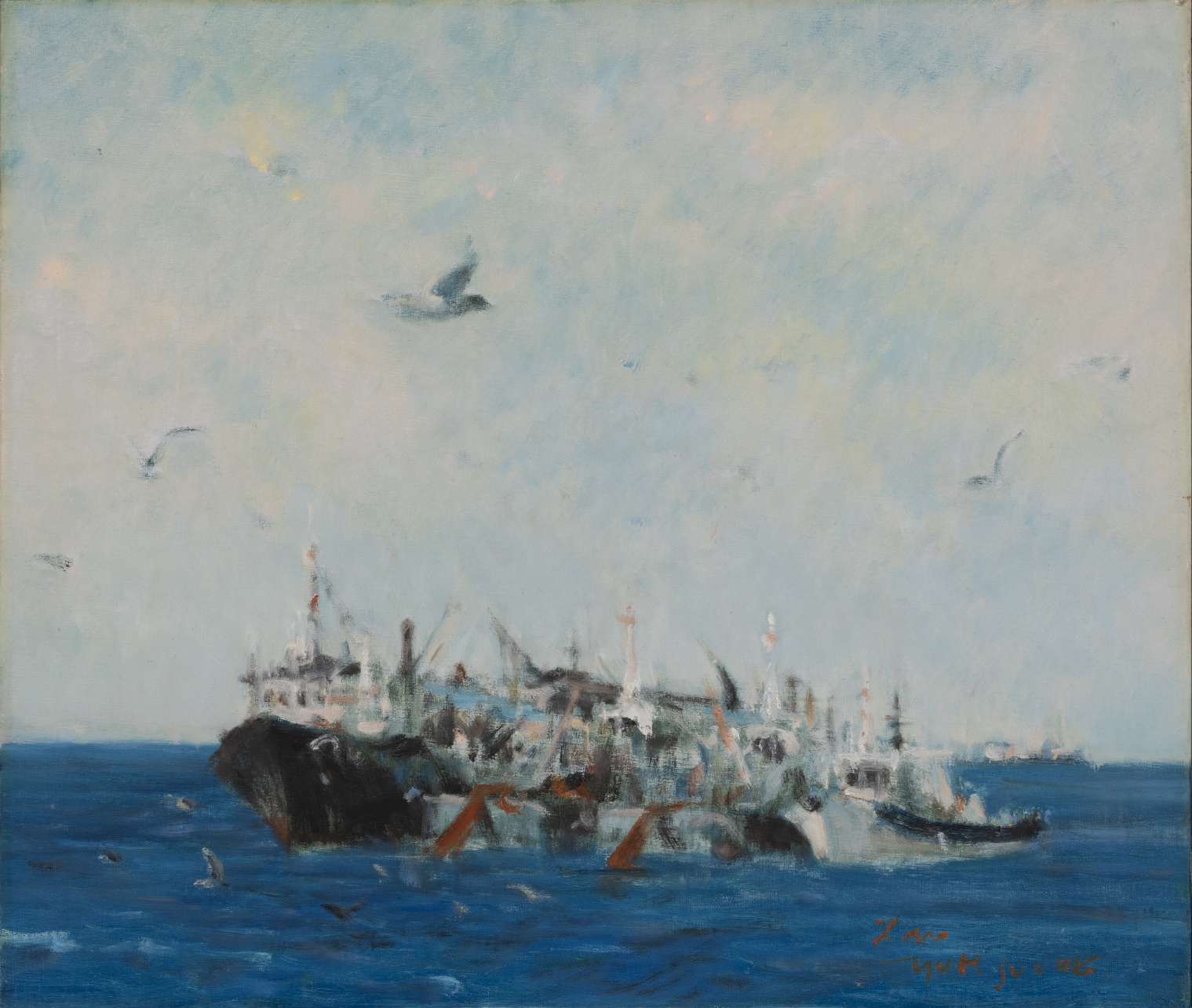
꿈-만선 / 2000년 - <2008 국립현대미술관 찾아가는 미술관> 꿈엔들잊으리야展 통영